# Kudalasangama

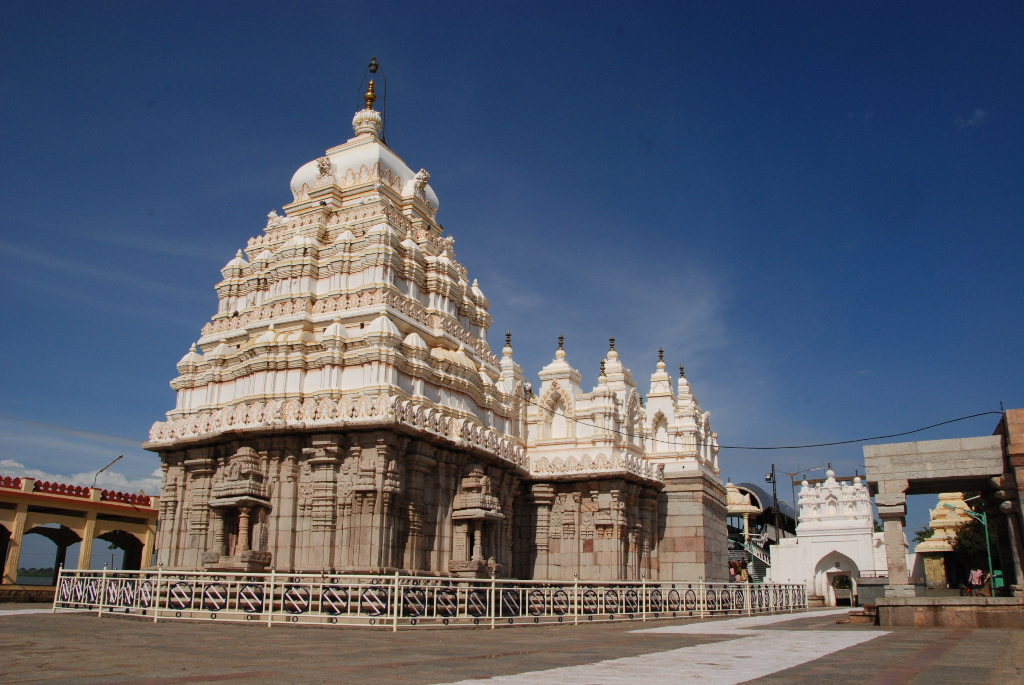
Sangamanatha-Tempel

Kudalasangama oder Kudala Sangama (Kannada: ಕೂಡಲ ಸಂಗಮ) ist ein Pilgerort mit rund 1500 Einwohnern im indischen Bundesstaat Karnataka. Der Ort gilt vielen Hindus als heilig, da hier der Guru Basava, der vorgebliche Gründer der Lingayat-Sekte, meditiert (samadhi) haben und gestorben sein soll.

## Lage und Klima
Der Ort Kudalasangama liegt an der Einmündung des Malaprabha-River in den Fluss Krishna auf dem Dekkan-Plateau im Norden Karnatakas in einer Höhe von ca. 505 m. Die Distriktshauptstadt Bagalkot befindet sich gut 50 km (Fahrtstrecke) westlich; Bengaluru, die Hauptstadt des Bundesstaats, liegt etwa 450 km südöstlich. Das Klima ist meist subtropisch warm; Regen (ca. 600–800 mm/Jahr) fällt fast nur in den sommerlichen Monsunmonaten.

## Bevölkerung
Knapp 100 % der mehrheitlich Kannada sprechenden Bevölkerung sind Hindus; der Rest entfällt auf andere Religionsgemeinschaften (Moslems, Jains, Sikhs, Buddhisten, Christen). Der männliche und der weibliche Bevölkerungsanteil sind ungefähr gleich hoch.

## Wirtschaft
Die Umgebung von Kudalasangama ist in hohem Maße landwirtschaftlich orientiert; im Ort selbst haben sich Händler, Dienstleister, Handwerker und Tagelöhner aller Art niedergelassen.

## Geschichte
Das Gebiet um Kudalasangama gehörte im frühen Mittelalter zum Herrschaftsgebiet der Rashtrakutas und der Chalukyas von Badami. Im ausgehenden 10. Jahrhundert verlegte der Chalukya-Herrscher Tailapa II. (reg. 1057–1097) die im Jahr 1072 von den Paramara zerstörte Hauptstadt nach Kalyani (heute Basavakalyan). Wenige Jahrzehnte später übernahmen jedoch die Kalachuri-Herrscher die Macht; der Guru Basaveshwara (kurz Basava), ein Minister am Hof des Königs Bijjala Kalachuri (reg. 1130–1167) und Anhänger der Bhakti-Bewegung, wurde hier geboren. Zu Beginn des 14. Jahrhunderts kam Bagewadi unter die Herrschaft des muslimischen Sultanats von Delhi. Im Jahr 1345 spaltete sich von diesem das Bahmani-Sultanat ab, dessen Hauptstadt Gulbarga (heute Kalaburagi) wurde. Im Jahr 1490 spaltete Yusuf Adil Shah, Gouverneur (subahdar) der Provinz Bijapur des Bahmani-Sultanats das Sultanat Bijapur ab, zu dem auch Kudalasangama gehörte. Im Jahr 1635 begann der Großmogul Shah Jahan sein Territorium nach Süden auszudehnen; sein Sohn Aurangzeb setzte die Expansionsbestrebungen des Mogulreiches auf dem Dekkan fort und im Jahr 1686 wurde das Sultanat Bijapur in das Mogulreich eingegliedert. Nach dem Tod Aurangzebs (1707) übernahmen zeitweise die Marathen die Macht in der Region; sie wurden jedoch nach zwei vorausgegangenen Kriegen im Jahr 1818 endgültig von den Briten besiegt.

## Sehenswürdigkeiten
Der im 11. Jahrhundert erbaute Sangamanatha-Tempel ist ein eindrucksvolles Bauwerk im frühen Chalukya-Stil. Hinter einer weitgehend original erhaltenen langgestreckten und flachgedeckten Vorhalle (mandapa) erhebt sich ein reich gegliederter Turm (shikhara) mit einer abschließenden „Kissenkuppel“; die figurenlosen Dächer der Vorhalle und des Turms wurden zu einem späteren Zeitpunkt weiß getünscht. Im Innern der von den Gläubigen nicht zu betretenden und nahezu schmucklosen Cella (garbhagriha) befindet sich ein Shiva-Lingam aus schwarzem Basalt.